# Actaea (planta)
Actaea es un género de plantas con flores de la familia Ranunculaceae nativos de las regiones templadas del hemisferio norte. El género abarca de 72 especies descritas y de estas, solo 30 aceptadas.

## Descripción
Son plantas herbáceas perennes con un robusto rizoma y numerosas raíces fibrosas. Tiene el tallo simple y erecto. Hojas basales y terminales alternas con largos peciolos. Las inflorescencias en racimos con flores pequeñas con cuatro sépalos petaloides de color blanco y 1-6 pétalos espatulados de color amarillo más pequeños que los sépalos con numerosos estambres. El fruto es una baya de color negro-púrpura, rojo o blanco subglobosa con varias semillas ovadas de color negro o marrón. 

## Taxonomía
El género fue descrito por Carlos Linneo  y publicado en Species Plantarum 1: 504. 1753.
Etimología
Actaea: nombre genérico que proviene del griego: aktaía, latinizado = actea que significa "costera.

## Especies aceptadas
A continuación se brinda un listado de las especies del género Actaea (planta) aceptadas hasta marzo de 2013, ordenadas alfabéticamente. Para cada una se indica el nombre binomial seguido del autor, abreviado según las convenciones y usos:
- Actaea arizonica (S.Watson) J.Compton
- Actaea asiatica H.Hara
- Actaea austrokoreana (H.W.Lee & C.W.Park) Cubey
- Actaea bifida (Nakai) J.Compton
- Actaea biternata (Siebold & Zucc.) Prantl
- Actaea brachycarpa (P.K.Hsiao) J.Compton
- Actaea cimicifuga L. - Yerba de las chinches[5]
- Actaea cordifolia DC.
- Actaea dahurica (Turcz. ex Fisch. & C.A.Mey.) Franch.
- Actaea elata (Nutt.) Prantl
- Actaea europaea (Schipcz.) J.Compton
- Actaea frigida (Royle) Prantl
- Actaea heracleifolia (Kom.) J.Compton
- Actaea japonica Thunb.
- Actaea kashmiriana (J.Compton & Hedd.) J.Compton
- Actaea laciniata (S.Watson) J.Compton
- Actaea × ludovicii B.Boivin
- Actaea mairei (H.Lév.) J.Compton
- Actaea matsumurae (Nakai) J.Compton & Hedd.
- Actaea pachypoda Elliott
- Actaea podocarpa DC.	A
- Actaea purpurea (P.K.Hsiao) J.Compton
- Actaea racemosa L.
- Actaea rubra (Aiton) Willd.
- Actaea simplex (DC.) Wormsk. ex Prantl
- Actaea spicata L. - Cristoforiana o Yerba de san Cristóbal[5]
- Actaea taiwanensis J.Compton, Hedd. & T.Y.Yang
- Actaea vaginata (Maxim.) J.Compton
- Actaea yesoensis (Nakai) J.Compton & Hedd.
- Actaea yunnanensis (P.K.Hsiao) J.Compton